# Witkowo
Witkowo là một thị trấn thuộc huyện Gnieźnieński, tỉnh Wielkopolskie ở trung-tây Ba Lan. Thị trấn có diện tích 8 km². Đến ngày 1 tháng 1 năm 2011, dân số của thị trấn là 7943 người và mật độ 956 người/km².